# Albert D’Orville
Albert Dorville (auch Albert Le Comte d’Orville, chinesisch 吳爾鐸紹伯, Pinyin Wú'ěrduó Shàobó; * 12. August 1621 in Brüssel, Belgien; † 8. April 1662 in Agra, Indien) war ein Jesuit, Missionar in China und Kartograph.

## Lebenslauf
Dorville stammte aus einer adligen Familie und verbrachte seine Jugend am Hof des Herzogs von Neuburg. 1646 trat er der Gesellschaft Jesu bei und studierte Theologie an der katholischen Universität Leuven. Dort hörte er Martino Martini bei seinen Chinesischen Vorlesungen, die dieser mit Hilfe einer Laterna Magica abhielt, um Missionare für China zu gewinnen. Diese Vorlesungen hatten großen Erfolg. Neben Dorville wurden unter anderem François de Rougemont, Philippe Couplet und Ignatius Hartogvelt (1629–1658) sowie Ferdinand Verbiest in die Vorbereitungen aufgenommen.
1654 wurde Dorville zum Priester geweiht und begab sich nach Rom, wo er mit Martino Martini zusammentraf, den er auf der Reise nach China begleitete.
Die Reisegruppe mit 17 Jesuiten brach im April 1657 von Lissabon auf und erreichte am 17. Juli 1658 Macau. Bereits auf der Überfahrt verloren einige der jungen Missionare ihr Leben.
Zunächst verbrachten die Neuankömmlinge einige Zeit in Macau, um die chinesische Sprache zu lernen. Dann wurde Dorville als Missionar in die Provinz Shanxi entsandt.

## Forschungsreise
Bald darauf wurde er nach Peking berufen und beauftragt, Johann Grueber auf einer Reise nach Europa zu begleiten. Grueber hatte den Auftrag, in Rom den Astronomen Adam Schall gegen die Anklage „abergläubische Praktiken zu fördern“ zu verteidigen. Adam Schall war verdächtigt worden, weil er den Chinesischen Kalender bearbeitet hatte.
Zur selben Zeit spielten sich Konflikte zwischen Portugal und den Niederlanden ab, wodurch der Seeweg unsicher geworden war. Daher entschlossen sich die Gesandten, den Landweg zu nehmen und auf diese Weise eine neue Route von Europa nach China zu erschließen. Sie wollten auf dem Landweg Goa erreichen und verließen Peking am 13. April 1661. Tibet betraten sie am 13. Juli und verbrachten zwei Monate (Oktober und November) in Lhasa („Lassa“). Auf dem Weg machte Dorville geographische Aufzeichnungen. Er verzeichnete exakt die Geographische Länge und die Geographische Breite der durchquerten Orte. Die beiden Reisenden überquerten den Himalaya, drangen nach Nepal vor und verbrachten einen Monat in Kathmandu (Januar 1662). Von dort machten sie den Abstieg in das Becken des Ganges und erreichten Indien am 8. Februar, wo sie Patna und Benares besuchten, bevor sie endlich am 31. März in Agra eintrafen. Dorville war zu der Zeit schon ernsthaft krank und erschöpft. Er starb am 8. April 1662, eine Woche nach der Ankunft in Agra.

## Bedeutung
Auf der weiteren Reise von Goa nach Europa wurde Grueber von Heinrich Roth, einem Sanskrit-Gelehrten, begleitet. Bei der Ankunft in Rom 1664 gab Grueber einen Bericht der Reise ab. Die Aufzeichnungen und Beobachtungen wurden mit großem Interesse aufgenommen, eine alternative Route nach China wurde dadurch jedoch nicht entdeckt. Für weitere Jahrhunderte waren Reisende auf die Überfahrt von Goa nach Macau und später Hongkong angewiesen, um nach China zu gelangen.